# آنته‌کوم پاتا
آنته‌کوم پاتا (به فرانسوی: Antécume-Pata) یک منطقهٔ مسکونی در فرانسه است که در گویان فرانسه واقع شده‌است.